# Rearme alemán

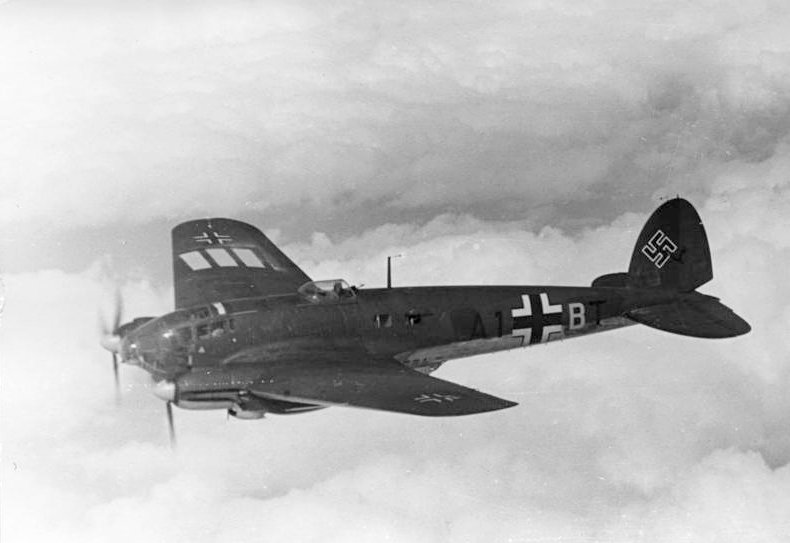
El Heinkel He 111, uno de los aviones tecnológicamente avanzados diseñados y producidos "ilegalmente" en los primeros años de la década de 1930 como parte del rearme alemán.

Rearme alemán, denominado Aufrüstung por las fuentes alemanas, fue el esfuerzo masivo de rearme que tuvo lugar en la Alemania nazi desde la llegada al gobierno de Adolf Hitler en 1933, violando las cláusulas de desarme y otras garantías que el Tratado de Versalles imponía a Alemania, y que el nacionalsocialismo consideraba un "dictado" (diktat) impuesto por las potencias vencedoras de la Primera Guerra Mundial, que impedía al pueblo alemán definido en términos raciales (volksgemeinschaft) ocupar el espacio vital (lebensraum) que le correspondería como raza superior.
Durante su lucha por el poder, desde los años veinte, el NSDAP (partido nazi) prometió recuperar el orgullo perdido de Alemania mediante el rearme, denunciando a la República de Weimar por su aceptación del Tratado de Versalles, lo que consideraba una vergüenza para todos los alemanes.
A pesar de su envergadura, el Aufrüstung fue principalmente una operación secreta, llevada a cabo principalmente mediante organizaciones encubiertas.
A medida que se iba descubriendo el alcance del rearme alemán, especialmente tras la salida de Alemania de la Sociedad de Naciones y la Conferencia de Desarme de Ginebra, se inició como respuesta un rearme de las potencias occidentales, especialmente del Reino Unido.

## Historia
Tras la derrota alemana en la Primera Guerra Mundial, el rearme alemán había comenzado ya bajo la República de Weimar, cuando el canciller Hermann Müller, del SPD (socialdemócrata), aprobó decretos gubernamentales que permitían determinadas políticas secretas de rearme contrarias al Tratado de Versalles.
Tras el Machtergreifung (toma del poder por los nazis) el rearme se convirtió en la principal prioridad del gobierno alemán. Hitler inició la mayor expansión de producción industrial nunca vista en Alemania.
Wilhelm Frick, ministro del interior del Tercer Reich y una de las personalidades nazis más influyentes de la época, y Hjalmar Schacht, el economista nazi que introdujo un amplio abanico de medidas para remediar los efectos de la Gran Depresión posterior a la crisis de 1929, fueron los principales responsables de la política de rearme.
Se crearon una serie de empresas tapadera como la MEFO para financiar el rearme; la MEFO obtenía una gran cantidad de capital a través de los pagarés MEFO, series de pagarés emitidos por el gobierno alemán. Organizaciones encubiertas como la Deutsche Verkehrsfliegerschule se establecieron como empresas civiles aunque su verdadero propósito era entrenar pilotos de guerra para la futura  Luftwaffe.
Aunque las estadísticas disponibles no incluyen a la población femenina o a la que no alcanzaba los criterios de ciudadanía, la política de rearme consiguió alcanzar el pleno empleo. No obstante, el salario real decreció un 25% entre 1933 y 1938.
El rearme significó un repentino cambio de expectativas económicas para buena parte del sector industrial alemán, muy afectado por la crisis de 1929. Algunas grandes empresas, especializadas en productos y tecnologías obsoletas, se diversificaron e introdujeron innovaciones decisivas en sus estructuras productivas. Los astilleros, por ejemplo, se diversificaron para dar lugar a la industria aeronáutica, creando oportunidades para avances tecnológicos revolucionarios.
La guerra civil española (1936-1939) proporcionó un campo de pruebas idóneo para las nuevas armas, incluyendo técnicas de bombardeo por la Legión Cóndor, con la complicidad del denominado bando nacional de Francisco Franco, aliado de la Alemania nazi. A pesar de la evidencia, la diplomacia alemana insistía en que sus designios eran pacíficos, en una estrategia denominada Blumenkrieg (Guerra de las flores) en un discurso de Hitler ante el Reichtag de enero de 1937 anterior al bombardeo de Guernica (denominado Operation Rügen).